# Palpita adealis
Palpita adealis là một loài bướm đêm trong họ Crambidae.